# Ленин — гриб
«Ле́нин — гриб» — телевизионный сюжет-мистификация, подготовленный музыкантом Сергеем Курёхиным и журналистом Сергеем Шолоховым и впервые показанный в январе 1991 года (возможно, повторённый в мае 1991 года) в телевизионной передаче «Пятое колесо» по Ленинградскому телевидению. Сюжет строится в виде интервью, которое Сергей Шолохов брал у Сергея Курёхина, представляя собой с одной стороны попытку высмеять «сакральный образ» Ленина, а с другой — сатиру на псевдонаучные телепередачи и репортажи.

## Содержание
Создатели передачи с серьёзным видом подали как истину некий миф, согласно которому Ленин в больших количествах употреблял галлюциногенные грибы и сам в результате превратился в гриб. Этот заведомо абсурдный тезис не преподносился зрителю сразу — вместо этого создавалась иллюзия некоего логического рассуждения с цитатами из самых разных источников (вплоть до того, что Курёхин в словах о своей мексиканской экспедиции ссылается на творчество Карлоса Кастанеды). Эффект правдоподобности создавался путём манипуляций — подтасовки фактов и сбивчивого изложения, которое само по себе не несло особого смысла, но искусно подавалось автором как некоторое «научное обоснование».
В сюжете утверждалось, что Ленин на самом деле был грибом, и одновременно с этим ещё и радиоволной. В доказательство приводились такие «аргументы», как сходство разреза броневика, с которого выступал Ленин, и грибницы мухомора, утверждение, что «нинель» («Ленин» наоборот) — это французское блюдо из грибов, и тому подобные.

…И, соответственно, в радиоволну. То есть человек становится и грибом, и радиоволной в едином облике, понимаете? И сейчас я вам скажу то, что самое главное, к чему я всё это веду. А то, что у меня есть совершенно неопровержимые доказательства, что вся Октябрьская революция делалась людьми, которые много лет потребляли соответствующие грибы. И грибы в процессе того, как они были потребляемы этими людьми, вытесняли в этих людях их личность, и люди становились грибами. То есть я просто-напросто хочу сказать, что Ленин был грибом. Грибом, более того, он был не только грибом, он был ещё помимо всего радиоволной. Понимаете?..

<…> 

Однажды я наткнулся на фразу из письма Ленина Плеханову. Фраза звучит так: «Вчера объелся грибов, чувствовал себя изумительно». 

<…>

Посмотрите на секундочку вот сюда. Видите? Ленин постоянно с разными людьми, посмотрите внимательно, справа стоит мальчик какой-то (мы ещё к нему вернёмся). Вот он снова, видите? У Ленина всё время какой-то мальчик рядом. Так, вот видите, мы перешли на другую часть фильма… опять тот же самый мальчик. Видите, вот он, вот прошёл. Немножко уже по-другому стрижен, но тот же самый мальчик. Дело в том, что с Лениным рядом постоянно находится какой-то мальчик.
Саша находился при Ленине неотлучно, потому что знал каждую тропку, он знал все грибные места и водил Ленина по всем грибным местам, как мы могли убедиться из фильма. Это никакие не домыслы.
— Сергей Курёхин

## Идея
Вдова Сергея Курёхина в интервью «Комсомольской правде» рассказала историю возникновения этой телепередачи:

Идея программы родилась так: как-то Сергей увидел передачу о смерти Сергея Есенина. Автор программы выстраивал доказательство того, что поэта убили, на совершенно абсурдных вещах. Показывали фотографии похорон Есенина и за кадром говорили: «Посмотрите, куда смотрит этот человек, а вот этот смотрит в другую сторону, и это означает, что Есенина убили…» Сергей посмотрел программу и сказал мне: «Так можно доказать всё что угодно».

Друг и коллега Курёхина по музыкальной сцене 80-х, лидер группы ДК Сергей Жариков раскрыл историю появления знаменитой идеи в интервью Денису Иоффе:

Однажды, во время одного из наших разговоров я как-то заметил Летову, что герой популярных русских песен, в отличие, скажем, от фольклора некоторых других народов, как правило, ассоциирует себя с растением. Но, исходя из одной из теорем Гёделя (Летов по образованию технарь), народный вождь должен быть чуть-чуть иной природы и находиться на ступеньку выше по биологической лестнице. Таким образом, по Гёделю, Ленин — типичный гриб, а Гитлер — дельфин, смотри: — «нордические» сказания, где многовато волков. Курёхину страшно понравилась эта идея, но развил он её в джазовом ключе world music: «Тогда ясно, чем занимается Пьеха! Она тайная поклонница культа вуду!».

По версии Дмитрия Галковского, одним из возможных источников курёхинской «теории» является цитата из произведения «Красное колесо» Александра Солженицына:

…голову носил Ленин как драгоценное и больное. Аппарат для мгновенного принятия безошибочных решений, для нахождения разительных аргументов, — аппарат этот низкой мстительностью природы был болезненно и как-то, как будто, разветвлённо поражён, всё в новых местах отзываясь. Вероятно, как прорастает плесень в массивном куске живого — хлеба, мяса, гриба, — налётом зеленоватой плёнки и ниточками, уходящими в глубину: как будто и всё ещё цело и всё уже затронуто, невыскребаемо, и когда болит голова, то не всю ощущаешь её больную, но такими отдельными поверхностями и ниточками.

Чуть ниже следует ещё более явное сравнение — Ленин встречает в лесу всадницу, которая «сидела невозмутимо или печально, смотрела только перед собой под уклон дороги, не покосилась ни на обелиск, ни на дурно одетого, внизу к скамейке придавленного, в чёрном котелке гриба».
В «грибном контексте» писатель упоминается в очерке того же Галковского:

В этом круге первом, по странному стечению обстоятельств Кривошеин встретился с Солженицыным и Львом Копелевым. И там в приватных беседах объяснил молодым аборигенам:
— Ленин, Ленин. А кто такой Ленин. Да так, гриб. Не было никакого Ленина.

## Резонанс
Поскольку дело происходило в самый разгар гласности (когда стали действительно оглашаться многие закрытые и недоступные страницы советской истории и вскрывались неприглядные факты, зачастую с элементом сенсации), а телевидение на тот момент считалось органом официозным и весьма серьёзным, то некоторые зрители не до конца поняли тонкий стёб создателей мистификации (до того аналогичных явлений на советском телевидении не было) и всерьёз восприняли выдвинутые в сюжете тезисы — ведь материал преподносился академично и крайне серьёзно (до той поры, пока сами создатели под конец передачи не стали, не выдержав, смеяться). А устойчивая фраза-утверждение «Ленин — гриб» с тех пор имеет хождение в народе и до сих пор.
В интервью журналу «Крестьянка» Сергей Шолохов сообщил:

— Кто-нибудь воспринял эту передачу всерьёз?

— На следующий день после эфира к Галине Бариновой, которая в обкоме партии заведовала идеологией, пришла делегация старых большевиков и потребовала ответ на вопрос: правда ли, что Ленин — гриб? «Нет!» — сказала Галина Баринова. «Но как же, вчера по телевизору сказали…». «Неправда», — ответила она и произнесла фразу, которая повергла нас с Курехиным в шок: «Потому что млекопитающее не может быть растением». В газете «Смена» я выступил с опровержением утверждения Галины Бариновой. Ведь мы битый час доказывали, что грибы — это отдельное царство, а не растения или животные.
— Интервью С. Шолохова журналу «Крестьянка», декабрь 2008